# 송새벽
송새벽(1979년 12월 26일 ~ )은 대한민국의 배우이다.

## 학력
- 군산동고등학교
- 국립군산대학교 철학과

## 출연작

### 영화
| 연도 | 제목                   | 역할            | 비고                                       |
| ---- | ---------------------- | --------------- | ------------------------------------------ |
| 2005 | 《고백》               |                 |                                            |
| 2009 | 《마더》               | 세팍타크로 형사 |                                            |
| 2010 | 《평범한 날들》        | 한철            |                                            |
| 2010 | 《부당거래》           | 철기 매제       |                                            |
| 2010 | 《시라노; 연애조작단》 | 김현곤          |                                            |
| 2010 | 《해결사》             | 오종규          |                                            |
| 2010 | 《방자전》             | 변학도          |                                            |
| 2011 | 《인류멸망보고서》     | 민서 삼촌       |                                            |
| 2011 | 《위험한 상견례》      | 현준            |                                            |
| 2012 | 《음치클리닉》         | 형자 남편       |                                            |
| 2012 | 《아부의 왕》          | 오동식          |                                            |
| 2013 | 《조선미녀삼총사》     | 송포졸          |                                            |
| 2013 | 《내 연애의 기억》     | 현석            |                                            |
| 2014 | 《도희야》             | 선용하          |                                            |
| 2014 | 《덕수리 5형제》       | 동수            |                                            |
| 2015 | 《도리화가》           | 김세종          |                                            |
| 2018 | 《7년의 밤》           | 안승환          |                                            |
| 2018 | 《해피 투게더》        | 박영걸          |                                            |
| 2019 | 《진범》               | 이영훈          |                                            |
| 2022 | 《특송》               | 조경필          | 작중 인간쓰레기이자 메인 빌런 및 최종 보스 |
| 2022 | 《브로커》             | 보육원 원장     | 특별출연                                   |
| 2022 | 《컴백홈》             | 기세            | 주연                                       |
| 2023 | 《화사한 그녀》        | 완규            |                                            |

### 드라마
| 연도 | 제목            | 역할        | 비고 |
| ---- | --------------- | ----------- | ---- |
| 2018 | 《나의 아저씨》 | 셋째 박기훈 |      |
| 2019 | 《빙의》        | 강필성      |      |

### 연극
- 《사랑합니다》 (2006년)
- 《사건발생 일구팔공》 (2007년)
- 《날 보러 와요》 (2009년)

### CF
- 2010년 NHN 미투데이
- 2010년 하나SK카드
- 2013년 롯데칠성 핫식스
- 2013년 LG유플러스
- 2015년 카카오택시
- 2015년 KB국민 다담카드
- 2018년 SKT NUGU

## 수상 및 후보
| 연도 | 시상식                       | 부문                     | 작품     | 결과 |
| ---- | ---------------------------- | ------------------------ | -------- | ---- |
| 2010 | 제13회 디렉터스 컷 시상식    | 올해의 신인연기자상      | 방자전   | 수상 |
| 2010 | 제6회 대한민국 대학영화제    | 신인남우상               | 방자전   | 수상 |
| 2010 | 제18회 대한민국문화연예대상  | 영화부문 남자 신인상     | 방자전   | 수상 |
| 2010 | 제8회 대한민국 영화대상      | 신인남우상               | 방자전   | 수상 |
| 2010 | 제8회 대한민국 영화대상      | 남우조연상               | 방자전   | 후보 |
| 2010 | 제47회 대종상                | 신인남우상               | 해결사   | 후보 |
| 2010 | 제47회 대종상                | 남우조연상               | 방자전   | 수상 |
| 2010 | 제30회 한국영화평론가협회상  | 신인남우상               | 방자전   | 수상 |
| 2010 | 제19회 부일영화상            | 신인남자연기상           | 방자전   | 수상 |
| 2010 | 씨네21 영화상                | 올해의 남자신인배우      | 방자전   | 수상 |
| 2011 | 제8회 맥스무비 최고의 영화상 | 최고의 남자신인배우상    | 방자전   | 후보 |
| 2011 | 제8회 맥스무비 최고의 영화상 | 최고의 남자조연배우상    | 방자전   | 수상 |
| 2011 | 제47회 백상예술대상          | 영화부문 남자 신인연기상 | 방자전   | 후보 |
| 2011 | 제2회 올해의 영화상          | 발견상                   | 방자전   | 수상 |
| 2014 | 제23회 부일영화상            | 남우조연상               | 도희야   | 후보 |
| 2015 | 제2회 들꽃영화상             | 남우주연상               | 도희야   | 후보 |
| 2015 | 제51회 백상예술대상          | 영화부문 남자 조연상     | 도희야   | 후보 |
| 2018 | 제55회 대종상                | 남우조연상               | 7년의 밤 | 후보 |